# Vrelo Bunice
Vrelo Bunice smješteno je 14 kilometara južno od Mostara, na lokalitetu Parila između Hodbine i Malog Polja. Okruženo je i do 200 metara visokim liticama, na kojima uspijevaju neke biljne vrste. Posljednja su istraživanja pokazala da je dubina ovog krškog izvora 70 metara (pod pravim kutom). Bunica se šest kilometara od ovoga vrela ulijeva u Bunu.
Geomorfološki je spomenik prirode.

## Unutrašnje poveznice
- Vrelo Bune